# 벨 신전

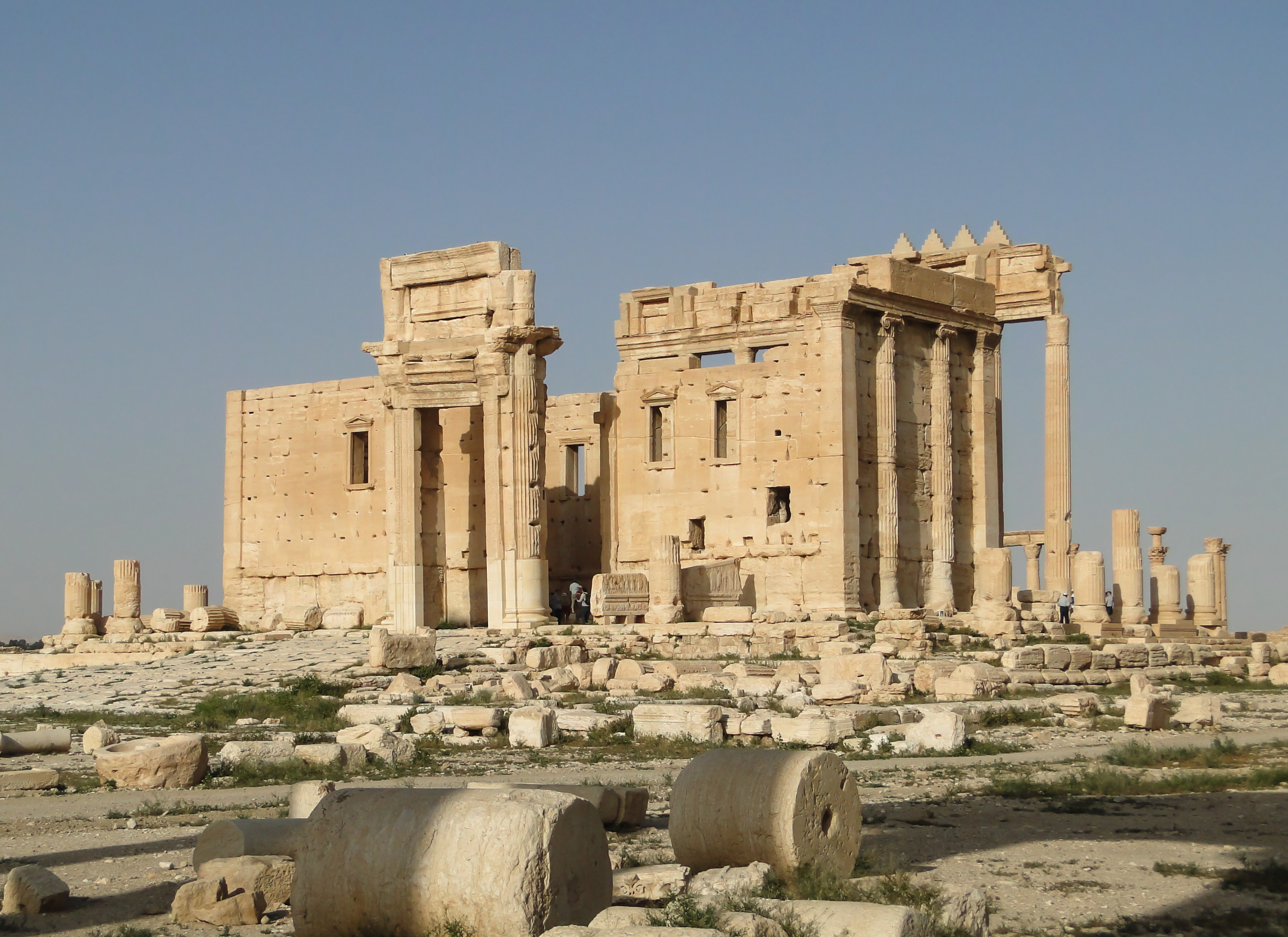
벨 신전 (2010년)

벨 신전(아랍어: معبد بل)은 시리아 팔미라에 있던 사원이다. 팔미라에서 숭배하는 셈족의 신 벨에 전념하며, 팔미라의 달신 아글리볼과 태양신 야르히볼과 함께 삼위 신으로 팔미라의 신앙 생활의 중심으로 건설되었으며, 서기 32년에 헌납되었다. 2015년 8월 급진 이슬람 단체 이슬람 국가에 의해 파괴되었다.